# Giovanni Battista Pergolesi
Giovanni Battista Pergolesi, född 4 januari 1710 i Jesi i Marche, död 16 mars 1736 i Pozzuoli i Kampanien, var en italiensk kompositör.

## Biografi
Pergolesis släktnamn var ursprungligen Draghi, men när hans släkt flyttade från Pergola till Jesi antog den namnet Pergolesi. I musikkonservatoriet i Neapel inskrevs Pergolesi under namnet Jesi efter födelseorten. 1727 avled hans mor och 1732 hans far; hans syster avled också tidigt. Pergolesi var själv sjuklig och rörelsehindrad. Han inledde sin musikerbana som korgosse samt studerade violinspel och komposition och besatt utmärkta musikaliska färdigheter. 1731 avlade han med ett dramma sacro examen vid musikhögskolan i Neapel och fick sin första opera uppförd samma år. Prins Ferdinando Colonna-Stigliano utnämnde 1732 Pergolesi till maestro di capella, men han hann verka endast fem år och dog 26 år gammal i tuberkulos.
Idag är Pergolesi känd för sin komiska opera La serva padrona och sin Mariaklagan Stabat mater.

## Utmärkelser
Asteroiden 7622 Pergolesi är uppkallad efter honom.

## Verk (urval)

### Operor
- La Salustia (1731)
- Lo frate 'nnamorato (1732)
- Il prigionier superbo, innehållande intermezzot La serva padrona (1733)
- Adriano in Siria, innehållande intermezzot Livietta e Tracollo (1734)
- L'Olimpiade (1735)
- Il Flaminio (1735)

### Oratorier
- La conversione e morte di San Guglielmo (1731)

### Andra verk
Tre mässor, psalmer, Miserere, sekvensen Dies irae (varur partier utformades till Stabat mater), kantater och annan vokalmusik.

### Filmer med musik av Pergolesi (urval)
- 1975 - Spegeln
- 1984 - Amadeus
- 1994 - Farinelli : Kastratsångaren
- 1997 - Fröken Smillas känsla för snö
- 1999 - The Talented Mr. Ripley
- 2000 - Chocolat